# Electric Blues Duo
Das Electric Blues Duo war eine Musikerformation, die 1986 von dem deutschen Gitarristen Frank Diez und dem britischen Bassisten Colin Hodgkinson ins Leben gerufen wurde.

## Geschichte
Man lernte sich damals anlässlich einer Produktion mit Konstantin Wecker kennen und entdeckte sehr schnell musikalische Gemeinsamkeiten. Zwar standen andere Projekte unterschiedlicher Stilrichtungen im Vordergrund ihres musikalischen Schaffens. Das Electric Blues Duo diente den Protagonisten jedoch, abseits ihres musikalischen Alltags ihrer tief verwurzelten Vorliebe nachzugehen: dem Blues. Während ihres Bestehens absolvierten sie weit über 1300 Auftritte. Als international anerkannte Künstler standen dabei unter anderem Tourneen und Konzerte mit John Mayall, Konstantin Wecker, Joan Baez, Mercedes Sosa, Miller Anderson, Tony Ashton, Cozy Powell, Spencer Davis, Jan Hammer und John Pearson auf dem Programm. Beide waren zudem Mitglieder von The British Blues Quintet. Ein Meilenstein im Jahr 1990 war der Auftritt vor über 90.000 Zuschauern in Leipzig als Special Guests von Peter Maffay.
Im Jahr 2006 feierte man 20-jähriges Bühnenjubiläum und brachte aus diesem Anlass eine Best-of-CD heraus. Die "The Last Christmas Turkey Tour" 2013 war als Abschiedstournee angekündigt worden und galt als die Beendigung gemeinsamer Live-Aktivitäten von Hodgkinson und Diez in dieser Formation. Am 18. September 2019 gab Frank Diez während eines Konzerts des Electric Blues Duo in Berlin offiziell bekannt, dass es sich hierbei nunmehr um dessen letztes öffentliches Konzert handele.

## Trivia
Bereits zu Beginn der gemeinsamen Arbeit nutzten einige Medien die Tatsache, dass Colin Hodgkinson Linkshänder ist, dazu, das Duo auch leicht ironisch als „Die linke und die rechte Hand des Blues“ zu bezeichnen.

## Diskografie
- 1986: Bitch
- 1989: Make Mine a Double
- 1992: Live (mit der Bigband des Hessischen Rundfunks)
- 1995: Out on the Highway
- 1997: Lucky at Cards
- 2006: The last fair deal – 20 years Electric Blues Duo
- 2010: LIVE! L’Inoui Luxembourg